# Hildebrando Pérez Grande
Hildebrando Pérez Grande (n. Lima, 1941) es un reconocido poeta peruano. Considerado como una de los principales representantes de la Generación del 60’ en la poesía peruana junto a Javier Heraud y Antonio Cisneros. Sus poemas han sido traducidos al inglés, francés, alemán y portugués. Se desempeñó por muchos años como profesor principal de la Facultad de Letras y Ciencias Humanas de la Universidad Nacional Mayor de San Marcos de Lima, Perú y de la Universidad Antonio Ruiz de Montoya.

## Biografía
Nació en Lima en 1941. Fue director de la Escuela de Literatura de la Universidad Nacional Mayor de San Marcos. Allí dirigió el Taller de Poesía junto al poeta peruano Marco Martos. En los años siguientes también fue director de varias revistas como Piélago, Hipócrita Lector y Puente-Nippi.
El 21 de mayo de 2013, recibió el Premio Internacional de Poesía “Rafael Alberti”, que otorgan el Festival de Poesía de La Habana, Cuba, y la Asociación de la comuna de Andalucía. El motivo del galardón fue por la ”alta calidad lírica y por el intenso humanismo que conlleva discurso poético”.
Actualmente se desempeña como director académico de la revista de arte y literatura Martin de la Universidad de San Martín de Porres de Lima-Perú y por muchos años fue profesor principal de la Facultad de Letras y Ciencias Humanas de la Universidad Nacional Mayor de San Marcos donde dirigió el Taller de Poesía de esta universidad junto al poeta Marco Martos Carrera.

## Obras
- Aguardiente y otros cantares
  - 1.ª edición La Habana, Cuba, 1978.
  - 2.ª edición, en Lima-Perú, 1982.
  - 3.ª edición, en Grenoble-Francia, 1991.
  - 4.ª edición, en Lima-Perú, 2007, bajo el título de Aguardiente, for ever.

## Premios
- En 1978 ganó el Premio de Poesía Casa de las Américas.

- El 21 de mayo de 2013 recibió el Premio Internacional de Poesía “Rafael Alberti”.
- El 2 de agosto de 2024 fue condecorado por el Ministerio de Cultura de Perú como Personalidad Meritoria de la Cultura.